# Psectra nakaharai
Psectra nakaharai is een insect uit de familie van de bruine gaasvliegen (Hemerobiidae), die tot de orde netvleugeligen (Neuroptera) behoort. 
Psectra nakaharai is voor het eerst wetenschappelijk beschreven door New in 1988.